# ワラシ・フォルトゥナ・ドス・サントス
ワラシ（Wallace）ことワラシ・フォルトゥナ・ドス・サントス（Wallace Fortuna dos Santos、1994年10月14日 - ）はブラジル・リオデジャネイロ出身のサッカー選手。ポジションはDF。武漢三鎮足球倶楽部所属。

## 経歴
2014年8月21日、SCブラガからリーグ・アンのASモナコに期限付き移籍を果たした。
2016年6月29日、セリエAのSSラツィオに800万ユーロで加入した。
2020年9月30日、イェニ・マラティヤスポルに移籍した。

## 代表
2013年から2014年までU-20サッカーブラジル代表に招集されており、トゥーロン国際大会にも出場した。

## エピソード
2014-15シーズンのリーグ・アン第23節オリンピック・リヨン戦では相手DFのサミュエル・ユムティティを踏みつける行為が問題となった。

## タイトル
クルゼイロ
- カンピオナート・ブラジレイロ・セリエA 2013
- カンピオナート・ミネイロ 2014

ラツィオ
- スーペルコッパ・イタリアーナ 2017
- コッパ・イタリア 2018-19